# Lareu
Lareu (en catalán y oficialmente, Larén) es un pueblo español del municipio de Senterada, en el Pallars Jussá, provincia de Lérida, que constituye un enclave de 3,69 km ² de este municipio entre los de Sarroca de Bellera y la Torre de Capdella. Antiguamente (antes del 1969) el término estaba en el suroeste con Sarroca de Bellera, al noroeste con Benés, de la Alta Ribagorza, actualmente integrado en el término municipal de Sarroca de Bellera, al sureste con La Pobleta de Bellveí, y al noreste con la Torre de Capdella.

## Situación
Lareu está a un poco más de 17 kilómetros de Senterada. Primero, hay que seguir durante seis kilómetros la carretera N-260, hasta encontrar el arranque, hacia el noroeste, de la carretera L-521, que conduce a Sarroca de Bellera en 1,5 km. Desde la entrada por el lado de levante de este pueblo sale hacia el norte una pista en buen estado, recientemente asfaltada, que conduce a Vilella a poco más de 2 km., Haciendo muchas eses para ganar altura. Poco antes de llegar a Vilella se encuentra hacia el noreste la pista de Erdo, que en casi 4 kilómetros conduce a este pueblo. De Erdo sale otra pista que en 3 kilómetros se llega a Santa Coloma de Erdo, y desde este último pueblo, otra pista conduce definitivamente a Larén en 2 kilómetros más.

## Etimología
Según Joan Coromines (op. cit.), tenemos que ver una raíz vasca, en el nombre de Lareu, posiblemente la de ler (pino).

## Historia
A partir de la promulgación de la Constitución de Cádiz (1812), Lareu constituyó ayuntamiento propio, pero que no pudo mantener después de la Ley municipal promulgada en 1845, donde se fijaba el límite de 30 vecinos (cabezas de familia) para poder tener ayuntamiento independiente. En febrero de 1847 fue agregado a Senterada, constituyendo así un enclave de aquel municipio, separado del cuerpo principal del término. En los documentos de aquella época sale grafiado como hogar.
En 1831, Lareu, que se menciona como hogar de Bastida de Bellera, consta, dentro de la jurisdcció del Marqués de la Manresana, con 25 habitantes.

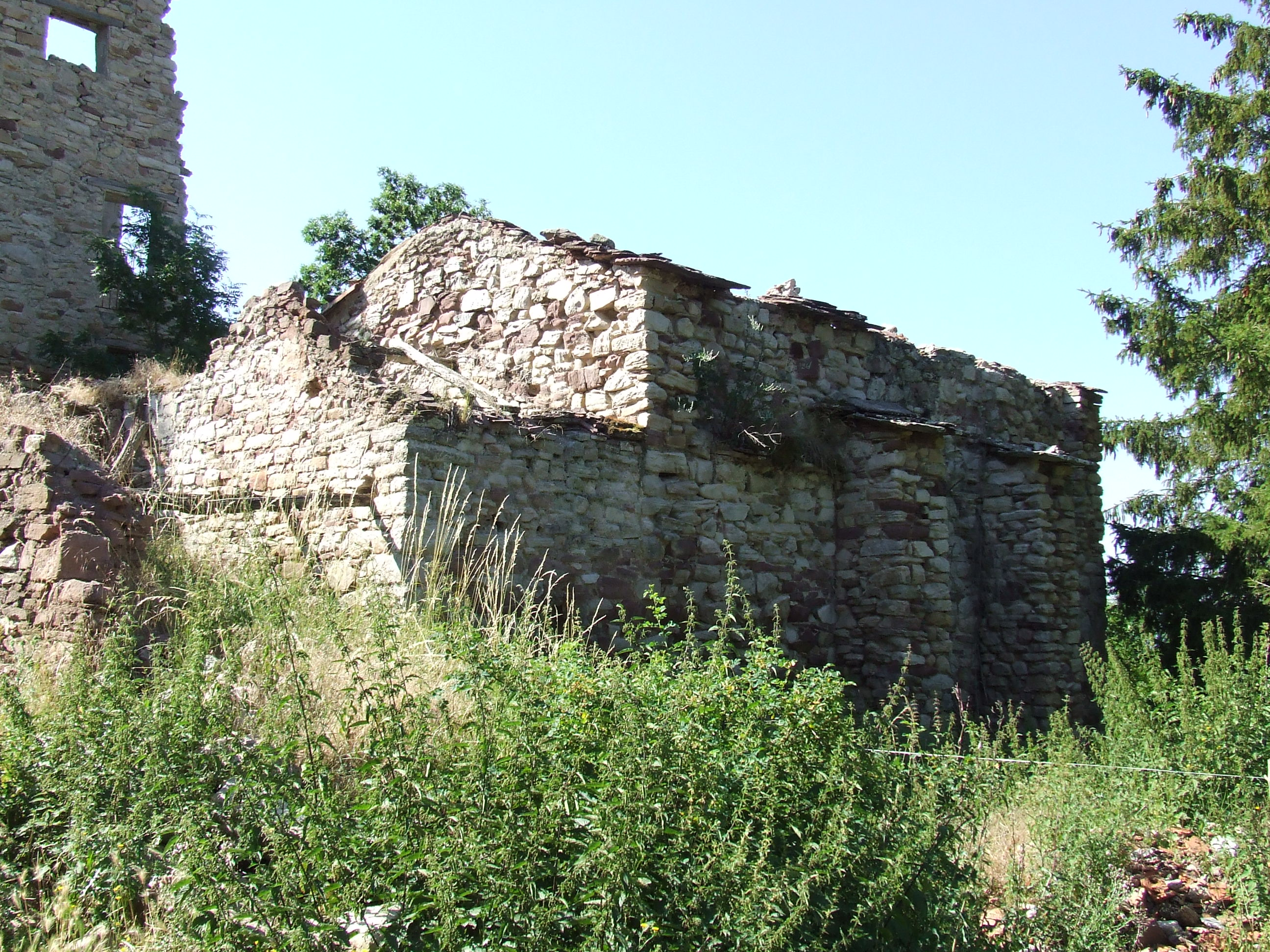
La antigua iglesia de la Natividad en ruinas.

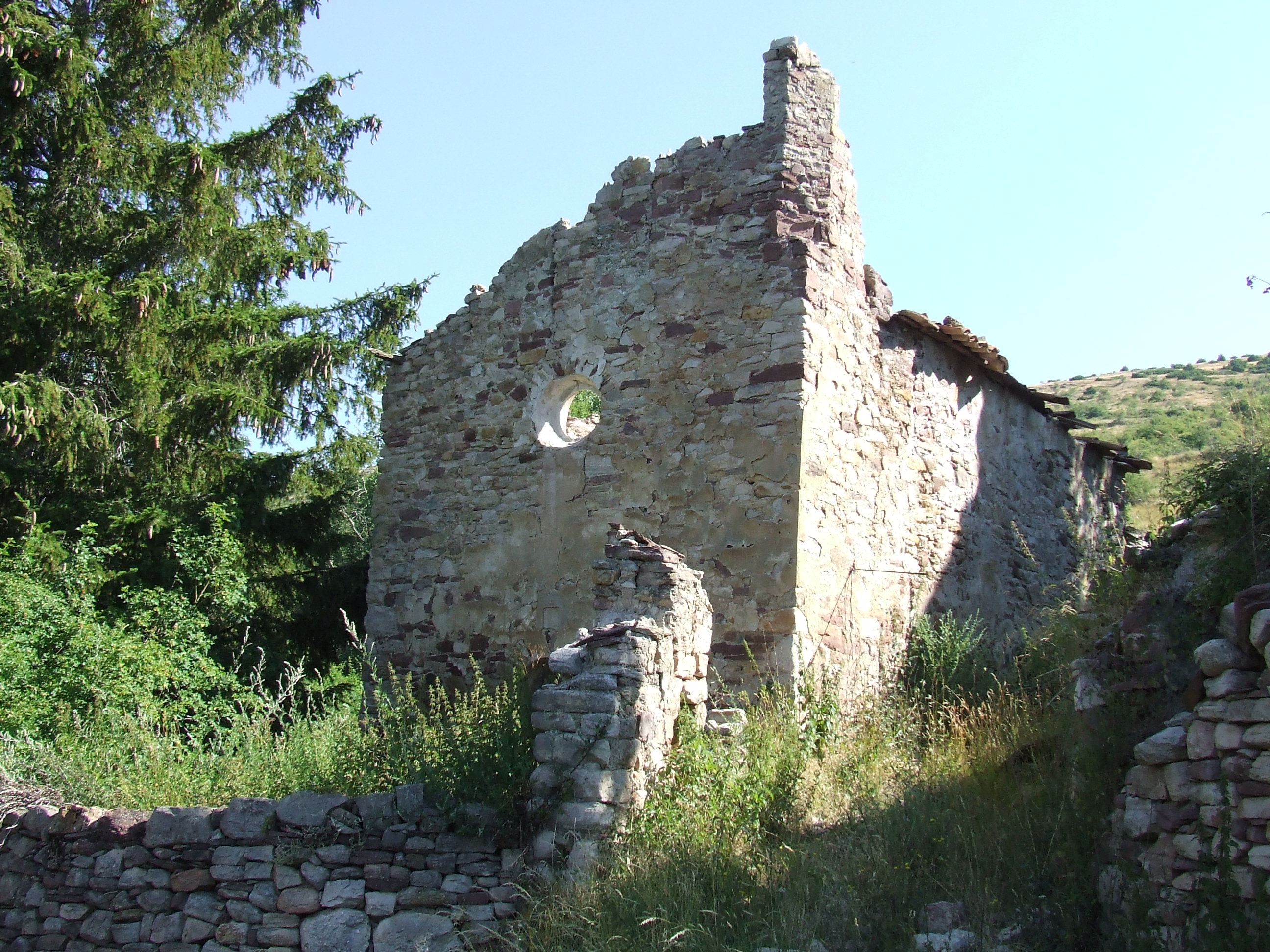
Vista de un muro derruido de la iglesia dedicada a la Natividad de la Virgen en Lareu.

Pascual Madoz incluye Larentia en su Diccionario geográfico ... de 1845. Dice que Lareu está situado:

en una cuesta abierto a todos los vientos, con clima frío pero bastante sano, no se conocían más enfermedades que las gástricas. Formaban el pueblo 10 casas de una sola planta, en una sola calle, irregular, empinada y sin adoquinar. Fuera de la población, pero cerca, había una fuente abundante, y el pueblo disponía de lavadero público. Menciona la Borda (Sant Genís de Bellera, así como varias canteras de cal. El terreno era montañoso, áspero y quebrado, sobre todo la parte occidental. Hacia el sur y oeste (debe ser un error), un poco mejor. Había unos 200 jornales de secano y 5 o 6 de prados, además de pequeños huertos, todos los cuales se regaban con el agua de la fuente mencionada. La única cosecha es de cebada, además de patatas y algunas legumbres. Se criaba ganado lanar, además de bueyes y asnos para las labores del campo. Había lobos en abundancia. 3 vecinos (cabezas de familia) y 16 almas (habitantes) formaban la población.

Ceferí Rocafort (op. cit.), Sitúa a Larén, hacia el 1900, 33 edificios, con 62 habitantes.
Su iglesia, que había dependido de la parroquial de La Bastida de Bellera, está dedicada a la Natividad de la Virgen. Actualmente está totalmente en ruinas, con todo el techo caído encima de la nave. Se trataba de una iglesia moderna, con nave única y ábside rectangular.
En el territorio de Larén está también la ermita de Santa Bárbara, al noreste del término, cerca de la montaña del mismo nombre.
En el extremo sur del enclave se encuentran los restos del monasterio benedictino de Sant Genís de Bellera, que fueron convertidas en corrales a mediados del siglo XX.
Lareu tenía tres habitantes en 1970, y en 1981 eran siete. En el 2005, tiene tres, otra vez.